# Julie & Ludwig

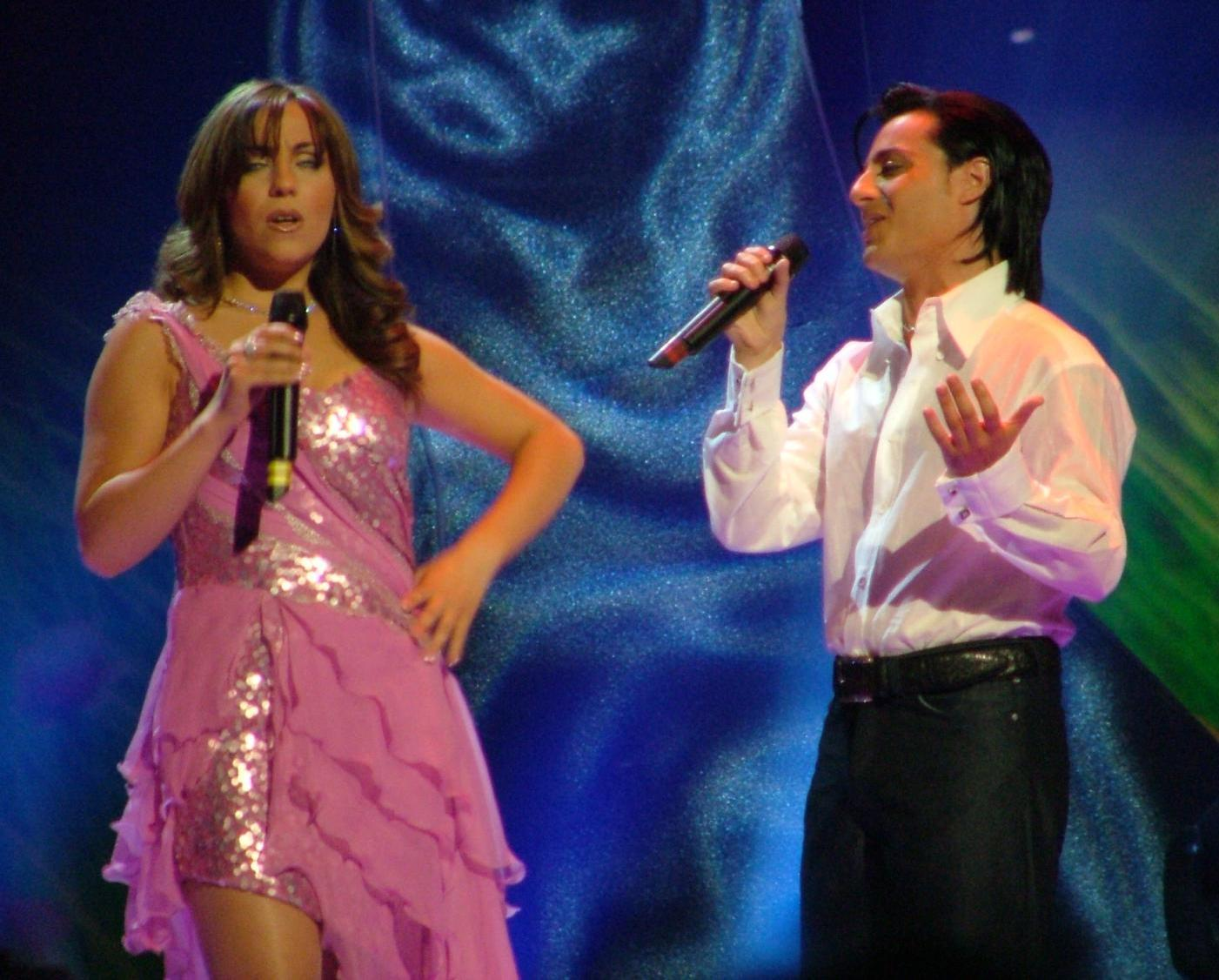
Una loro foto durante l'Eurovision Song Contest del 2004

Julie & Ludwig sono stati un duo musicale maltese attivo dal 2002 al 2005 e formato da Julie Zahra e Ludwig Galea.
Hanno rappresentato Malta all'Eurovision Song Contest 2004 con il brano On Again... Off Again.

## Storia
A febbraio 2004 Julie & Ludwig hanno partecipato a Malta Song for Europe, la selezione maltese per l'Eurovision Song Contest, cantando On Again... Off Again e venendo incoronati vincitori dopo essere risultati i più votati dal pubblico e i secondi preferiti dalla giuria. Nella finale dell'Eurovision Song Contest 2004, che si è tenuta il successivo 15 maggio a Istanbul, si sono piazzati al 12º posto su 24 partecipanti con 50 punti totalizzati.

## Discografia

### Singoli
- 2004 – On Again... Off Again